# Jan Faltyn
Jan Faltyn (* 10. Oktober 1952 in Oleszna) ist ein ehemaliger polnischer Radrennfahrer und nationaler Meister im Radsport.

## Sportliche Laufbahn
Faltyn startete für die Vereine Legia Warschau und Dolmel Wrocław. Seinen ersten Einsatz für die polnische Nationalmannschaft hatte er 1972 beim britischen Milk-Race. 1976 wurde er Zweiter des Gesamtklassements der Rheinland-Pfalz-Rundfahrt hinter seinem Landsmann Mieczysław Nowicki. Ein Jahr später hatte er seinen größten Erfolg, bei den UCI-Bahn-Weltmeisterschaften gewann er hinter Constant Tourné die Silbermedaille im Punktefahren. Insgesamt startete er viermal bei Weltmeisterschaften in verschiedenen Disziplinen.  Sechs polnische Meistertitel konnte er für sich verbuchen: 1972, 1973, 1975 und 1976 gewann er im Mannschaftszeitfahren. 1978 wurde er polnischer Bergmeister und 1981 gewann er mit Dolmel Wrocław die Mannschaftsverfolgung auf der Bahn. 2004 beendete er seine Laufbahn.